# Emerson Castro
Emerson Luiz de Castro Silva, detto Emerson o Emerson Castro (San Paolo, 26 settembre 1971), è un ex calciatore brasiliano, di ruolo difensore.

## Caratteristiche tecniche
Giocava come difensore laterale.

## Carriera

### Club
Nel 1991, mentre giocava con il Clube Atlético Juventus, fu convocato al mondiale Under-20; nel 2000-2001 ha partecipato alla campagna del Caxias in Coppa del Brasile.

### Nazionale
Con la Nazionale di calcio del Brasile ha giocato il campionato mondiale di calcio Under-20 1991.